# Horoscop

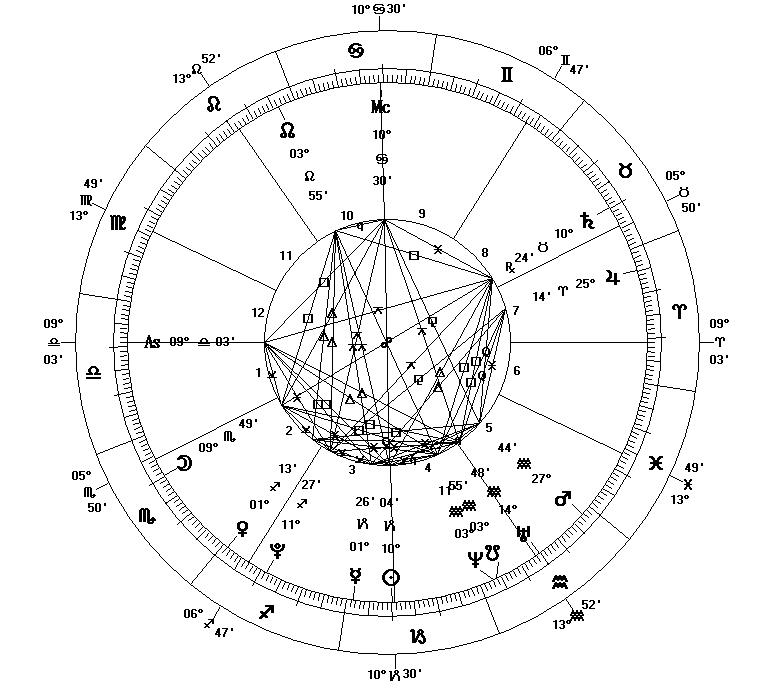
Horoscop calculat pentru 01-IAN-2000, ora 00:01:00 Eastern Time (+5:00) New York City, New York, SUA (Lon:074W00'23" -- Lat:040N42'51")

Horoscopul este o previziune astrologică pentru o anumită perioadă de timp, acesta se realizează în urma unor analize a planetelor. Horoscopul este o previziune generală, pentru o previziune individualizată este necesară analiza astrogramei natale suprapusă peste astrograma zilei respective.

## Statistici
În anul 2013, un român din trei considera că interpretarea viselor îl poate ajuta în viața de zi cu zi și că horoscopul este o modalitate eficientă de a anticipa evenimentele.